# Johan Fabricius
Johan Johannes Fabricius (Bandung, 24 augustus 1899 – Glimmen, 21 juni 1981) was een Nederlandse schrijver, illustrator, boekbandontwerper voor een aantal van zijn eigen boeken, journalist en avonturier.

## Levensloop
Fabricius was de zoon van de Drentse dichter en schrijver Jan Fabricius. Hij werd in Nederlands-Indië geboren, kwam met zijn familie in 1902 naar Nederland, waar hij door het ijs zakte en ternauwernood werd gered. In 1910 ging de familie weer naar Indië terug, maar keerde in 1914 definitief terug naar Nederland. Johan volgde in Leiden de HBS waarna hij, omdat hij kunstschilder wilde worden een opleiding volgde aan Koninklijke Academie van Beeldende Kunsten in Den Haag (voor de Eerste Wereldoorlog) en in Amsterdam (na de Eerste Wereldoorlog). Na zijn Haagse academiejaren meldde Fabricius zich als 'Kriegsmaler' bij het Oostenrijkse leger om gedurende enkele maanden Pavia-front een tekenrapportage te maken van het leven aan het front. Later schreef hij het boek De oorlog van de kleine paardjes over zijn ervaringen, die via zijn vader belandden en gepubliceerd werden in De Gids. Vóór 1925 ondernam hij vele reizen, zoals naar de Canarische Eilanden, Zuid-Amerika, Spanje, Italië, Noord-Afrika, Griekenland en Egypte, waarover hij boeken schreef. In 1925 huwde hij met Ruth Freudenberg, ze kregen twee zonen en een dochter, die de Britse nationaliteit verkregen. Nadat Ruth in 1968 was overleden hertrouwde hij met Anna Corneilia Bleeker. In 1935 ondernam hij een wereldreis die hem naar Indië, China, Japan en Amerika voerde.
Hij schreef 106 boeken waaronder ook boeken voor de jeugd. Bekend werd zijn historische jongensboek De scheepsjongens van Bontekoe (1924) dat talloze malen werd herdrukt. Zijn legerroman Het meisje met de blauwe hoed (1927) werd in 1934 verfilmd. Fabricius geldt als een rasverteller, waarvan Komedianten trokken voorbij (1931) en vele andere werken getuigen. Voor een commerciële opdracht van de Nederlandsche Olie Fabriek (N.O.F.) in Delft schreef en illustreerde hij de reclamereeks De wondere avonturen van Arretje Nof  (1926-'27).
Aan het begin van de Tweede Wereldoorlog was Fabricius erin geslaagd in 1940 in Engeland te geraken en kwam als nieuwslezer en commentator bij de BBC Dutch Service de oorlog door. Na de oorlog werkte hij in 1945 als correspondent voor de BBC en The Times in Azië, onder meer in Nederlands-Indië, waar hij het begin van de Eerste Politionele Actie meemaakte. In 1949 schreef hij in opdracht van de Nederlandse Koloniale Petroleum Maatschappij Brandende aarde over de aanslagen op en de vernietiging van de oliebronnen in 1941 en 1942 op Sumatra. Via een grote omweg keerde hij naar het Verenigd Koninkrijk terug, was aldaar tot 1956 woonachtig en woonde sindsdien bijna onafgebroken weer in Nederland.
Hij speelde een heldenrol in de Depok-kwestie in oktober 1945 in het redden van circa 1000 levens van vrouwen en kinderen daar, die levend verbrand dreigden te worden door Indonesische/Bantamse nationalisten en islamieten.
Ofschoon de romans van voor de oorlog als hoogtepunten in het oeuvre gelden, verschenen ook in de jaren 50 nog indringende, zeer goed gedocumenteerde romans als "De heilige paarden", over de weinig bekende wereld van het inheemse Soemba. Fabricius verbleef in 1961 op Curaçao waar hij lezingen verzorgde tijdens de jaarlijkse boekenweek. Over het eiland schreef hij Het geheim van het oude landhuis (1965) en de verhalenbundel Onder de hete Caraïbische zon (1970). In 1963 verscheen zijn roman Jongensspel waartoe Fabricius geïnspireerd werd door de Baarnse moordzaak die speelde van 1960-1963.
Johan Fabricius ligt begraven op de Nederlands Hervormde Begraafplaats aan de Pollseweg in Noordlaren.

## Langspeelplaten
- Oud-Indië: Sprookjes en verhalen door Johan Fabricius (1974)